# Симеон (връх)
Вижте пояснителната страница за други значения на Симеон.
Симеон (на английски: Simeon Peak) е връх с надморска височина 1580 м в хребет Фрисланд на Тангра планина на о. Ливингстън в Антарктика. Върхът е покрит с лед. Свързан е с връх Свети Борис чрез Парилска седловина, издига се над ледник Хънтрис на северозапад, ледопад Руен на югозапад и ледник Мейси на изток. Първото изкачване и GPS заснемане на върха е извършено от българите Д. Боянов, Н. Петков и Н. Хазърбасанов по маршрут от седловина Несебър през горната част на ледник Хънтрис, връх Академия, връх Свети Борис и Парилска седловина на 16 януари 2017 г.

## Местоположение
Върхът има координати 62°41′27″ ю. ш. 60°12′25″ з. д. / 62.690833° ю. ш. 60.206944° з. д. Разположен е 2,4 км на запад-югозапад от западно от Фрисланд (1700 м, първенец на острова); 1,85 км на юг-югозапад от връх Св. Борис (1685 m) и 1,69 км северно от връх Св. Кирил.

## Картографиране
Българско топографско проучване през 1995/96 (определена височина 1576 м) и от научната експедиция Тангра 2004/05. Върхът е картографиран от България през 2005 и 2009.

## Произход на името
Върхът е наименуван на българския владетел Симеон Велики (893 – 927 г.) на 15 март 2002 г.

## Карти
- L.L. Ivanov et al. Antarctica: Livingston Island, South Shetland Islands (from English Strait to Morton Strait, with illustrations and ice-cover distribution). Топографска карта в мащаб 1:100000. София: Antarctic Place-names Commission of Bulgaria, 2005.
- Л. Иванов. Антарктика: Остров Ливингстън и острови Гринуич, Робърт, Сноу и Смит. Топографска карта в мащаб 1:120000. Троян: Фондация Манфред Вьорнер, 2009. ISBN 978-954-92032-4-0

## Галерия
- Топографска карта на островите Ливингстън и Смит
- Връх Симеон, изглед от седловина Уилан, с връх Св. Кирил вдясно и ледник Хънтрис на преден план
- Парилска седловина, изглед от участъка на Българската база, със Св. Борис вляво, връх Симеон вдясно и ледник Балкан на преден план
- Изглед към хребет Фрисланд от протока Брансфийлд, от ляво надясно върховете Св. Методий, Св. Кирил, Симеон, Св. Борис, Фрисланд и Лясковец